# Milkwater
Pour plus de détails, voir Fiche technique et Distribution.
Milkwater est un film américain réalisé par Morgan Ingari, sorti en 2020.

## Synopsis
Sur un coup de tête, Milo décide de devenir mère porteuse pour un homme homosexuel qu'elle a rencontré dans un bar.

## Fiche technique
- Titre : Milkwater
- Réalisation : Morgan Ingari
- Scénario : Morgan Ingari
- Photographie : Maria Rusche
- Montage : Chelsea Taylor
- Production : Candice Kuwahara
- Pays :  États-Unis
- Genre : Drame
- Durée : 101 minutes
- Dates de sortie : 
  -  États-Unis : 16 juillet 2020 (Provincetown Film Festival), 21 mai 2021

## Distribution
- Molly Bernard : Milo
- Michael Judson Berry : Teddy
- Patrick Breen : Roger
- Jiggly Caliente : Gigi Sordide
- Bryn Carter : Dr. Pierre
- Justin Crowley : Ken
- Robin de Jesus : George
- Ava Eisenson : Noor
- Nicholas Hiatt : Felix
- Alexander Hodge : Kaz
- Rachel Joravsky : Peyton
- Tyler Joseph : Frank Antonio
- Ashton Marasciulo : Lilah
- Ade Otukoya : Cameron
- Khalid Rivera : Jesus
- Sean Rogers : Tom
- Marissa Rutka : Kim
- Jess Stark : KJ
- Kea Trevett : Ashton
- Finnley Wan : Eddie / Lena âgée

## Distinctions
Le film a reçu le prix du meilleur premier film au festival du film Frameline. Il a été également présenté en sélection officielle en compétition au festival du film d'Atlanta et au festival du film de Nashville.